# إيلتشو ناوموسكي
إيلتشو ناوموسكي (بالإنجليزية: Ilčo Naumoski)‏ (مواليد 29 يوليو 1983 في يوغوسلافيا) لاعب كرة قدم مقدوني دولي يجيد اللعب في خط الهجوم . يلعب حاليا لصالح ماترسبرغ النمساوي منذ 2005 .

## روابط خارجية
- إيلتشو ناوموسكي على موقع الاتحاد الأوربي (الإنجليزية)
- إيلتشو ناوموسكي على موقع اتحاد تركيا (لاعب) (الإنجليزية)
- إيلتشو ناوموسكي على موقع قاعدة بيانات كرة القدم.إي يو (الإنجليزية)
- إيلتشو ناوموسكي على موقع ناشيونال فوتبول تيمز (الإنجليزية)
- إيلتشو ناوموسكي على موقع Soccerbase.com (لاعب) (الإنجليزية)
- إيلتشو ناوموسكي على موقع Soccerway.com (الإنجليزية)
- إيلتشو ناوموسكي على موقع عالم كرة القدم.نت (الإنجليزية)